# Fundamenta Agrostographiae
Fundamenta Agrostographiae (abreviado Fund. Agrost.) es un libro con ilustraciones y descripciones botánicas que fue escrito por el botánico, médico y poeta germano-ruso Carl Bernhard von Trinius. Fue publicado en el año 1820 con el nombre de Fundamenta Agrostographiae, sive Theoria contructionis floris graminei; adjecta synopsi generum graminum hucusque cognitorum. 
Fundamenta Agrostographiae, contiene 214 placas de ilustraciones.